# Nati nel 1991/Aprile
| Questa pagina contiene informazioni ricavate automaticamente dalle voci biografiche con l'ausilio del template Bio e di un bot. L'aggiornamento è periodico e automatico e ricostruisce completamente la pagina. Se manca una persona in questa lista, sei pregato di non aggiungerla, ma accertati piuttosto che la sua voce biografica contenga il template Bio e che i dati anagrafici siano correttamente compilati. Se il template Bio manca, inseriscilo tu stesso o, in alternativa, metti l'avviso {{tmp\|Bio}} che ne segnala la mancanza. Se i dati riportati sono sbagliati, correggi direttamente la voce biografica; le modifiche saranno visibili in questa lista entro pochi giorni. Per chiarimenti vedi il progetto biografie. La lista contiene solo le 513 persone che sono citate nell'enciclopedia e per le quali è stato implementato correttamente il template Bio. Pagina aggiornata al 18 ago 2025. |

- 1º aprile - Mohamed Abdoulaye, ex calciatore nigerino
- 1º aprile - Bian Tongda, marciatore cinese
- 1º aprile - Graham Candy, cantante, compositore e attore neozelandese
- 1º aprile - Romain Combaud, ciclista su strada francese
- 1º aprile - Denys Favorov, calciatore ucraino
- 1º aprile - Cristian Galano, calciatore italiano
- 1º aprile - Marco Haller, ciclista su strada e pistard austriaco
- 1º aprile - Kim Seung-dae, calciatore sudcoreano
- 1º aprile - Vanity Lewerissa, calciatrice olandese
- 1º aprile - Jens Naessens, calciatore belga
- 1º aprile - Owa Odighizuwa, giocatore di football americano statunitense
- 1º aprile - Sebastian Polter, calciatore tedesco
- 1º aprile - César Puello, giocatore di baseball dominicano
- 1º aprile - Reagan Singh, calciatore indiano
- 1º aprile - Robin Söder, ex calciatore svedese
- 1º aprile - Francesca Testasecca, personaggio televisivo e ex modella italiana
- 1º aprile - Duván Zapata, calciatore colombiano
- 2 aprile - Aslanbek Alborov, lottatore azero
- 2 aprile - Yimmi Chará, calciatore colombiano
- 2 aprile - Dimitri Gfeller, giocatore di football americano svizzero
- 2 aprile - Srđan Grabež, calciatore serbo
- 2 aprile - Jørgen Hammer, ex calciatore norvegese
- 2 aprile - Quavo, rapper e produttore discografico statunitense
- 2 aprile - Claudio Mosca, calciatore argentino
- 2 aprile - Darren Murray, ex nuotatore sudafricano
- 2 aprile - Milan Rodić, calciatore serbo
- 2 aprile - Jolanta Siwińska, calciatrice polacca
- 2 aprile - Claudio Tommasini, cestista italiano
- 2 aprile - Richard Windbichler, ex calciatore austriaco
- 2 aprile - Saša Živec, calciatore sloveno
- 3 aprile - Ashkanov Apollon, calciatore statunitense
- 3 aprile - Roland Bergkamp, ex calciatore olandese
- 3 aprile - Marta Brasi, calciatrice italiana
- 3 aprile - Brittany Chambers, ex cestista statunitense
- 3 aprile - Ibrahima Conté, ex calciatore guineano
- 3 aprile - Markus Eisenbichler, saltatore con gli sci tedesco
- 3 aprile - Blair Evans, ex nuotatrice australiana
- 3 aprile - János Ferenczi, calciatore ungherese
- 3 aprile - Rövşən Hüseynli, giocatore di calcio a 5 azero
- 3 aprile - Hayley Kiyoko, cantautrice, attrice e ballerina statunitense
- 3 aprile - Abdoulaye Loum, cestista francese
- 3 aprile - Gōki Maeda, attore, cantante e modello giapponese
- 3 aprile - Mikaël Maruotto, ex cestista francese
- 3 aprile - TopGunn, rapper danese
- 3 aprile - Luis Ricardo Reyes, calciatore messicano
- 3 aprile - Federico Rodríguez, calciatore uruguaiano
- 3 aprile - Hollis Thompson, cestista statunitense
- 3 aprile - Jordan Tripp, giocatore di football americano statunitense
- 3 aprile - Jurij Uryčev, hockeista su ghiaccio russo († 2011)
- 3 aprile - Ricardo Valente, calciatore portoghese
- 3 aprile - Panagiota Vlachaki, maratoneta greca
- 4 aprile - Oluwasina Abe, ex calciatore nigeriano
- 4 aprile - Daniel Chima, calciatore nigeriano
- 4 aprile - Viktor Dmitrenko, calciatore russo
- 4 aprile - Phillip Gaines, giocatore di football americano statunitense
- 4 aprile - Francisco Javier García Quezada, calciatore paraguaiano
- 4 aprile - Chelsea Green, wrestler canadese
- 4 aprile - Martine Ek Hagen, fondista norvegese
- 4 aprile - Jacquelyn Jablonski, modella statunitense
- 4 aprile - Paul Kibikai, judoka gabonese
- 4 aprile - Ádám Kovácsik, calciatore ungherese
- 4 aprile - Lucas Lucco, cantante e attore brasiliano
- 4 aprile - Sam Meech, velista neozelandese
- 4 aprile - Asia Muhammad, tennista statunitense
- 4 aprile - Penn Orji, ex calciatore nigeriano
- 4 aprile - Christian Ramirez, calciatore statunitense
- 4 aprile - Ramon Machado de Macedo, calciatore brasiliano
- 4 aprile - William Rémy, calciatore francese
- 4 aprile - D.J. Shelton, cestista statunitense
- 4 aprile - Myf Shepherd, modella australiana
- 4 aprile - Jamie Lynn Spears, attrice e cantante statunitense
- 4 aprile - Kanischka Taher, calciatore afghano
- 4 aprile - Linda Tucceri Cimini, calciatrice italiana
- 4 aprile - Tereza Vanžurová, pallavolista ceca
- 4 aprile - Asena Yalçın, cestista turca
- 5 aprile - Deniz Baysal, attrice turca
- 5 aprile - Yassine Bounou, calciatore marocchino
- 5 aprile - Yann Boé-Kane, calciatore francese
- 5 aprile - Nathaniel Clyne, calciatore inglese
- 5 aprile - Jeremy Conley, giocatore di football americano statunitense
- 5 aprile - Nick Daniels, ex sciatore alpino statunitense
- 5 aprile - Fernando Elizari, calciatore argentino
- 5 aprile - Adriano Grimaldi, calciatore tedesco
- 5 aprile - Guilherme dos Santos Torres, calciatore brasiliano
- 5 aprile - Markus Lackner, calciatore austriaco
- 5 aprile - Joël Mall, calciatore svizzero
- 5 aprile - Nora Mørk, pallamanista norvegese
- 5 aprile - Ivan-Anton Vasilj, calciatore croato
- 6 aprile - Gastón Campi, calciatore argentino
- 6 aprile - Choi Doo-ho, artista marziale misto sudcoreano
- 6 aprile - Ousseynou Cissé, calciatore maliano
- 6 aprile - Dylan Davis, pallavolista statunitense
- 6 aprile - Mynor Escoe, calciatore costaricano
- 6 aprile - José Nilson dos Santos Silva, calciatore brasiliano
- 6 aprile - Michael Ortega, calciatore colombiano
- 6 aprile - Alexandra Popp, calciatrice tedesca
- 6 aprile - Evariste Shonganya, cestista della Repubblica Democratica del Congo
- 6 aprile - Kevin Smit, cestista tedesco
- 6 aprile - Denis Streker, calciatore tedesco
- 6 aprile - Kamiko Williams, ex cestista e allenatrice di pallacanestro statunitense
- 7 aprile - Marko Brtan, calciatore croato
- 7 aprile - Pavel Jakovlev, calciatore russo
- 7 aprile - Luka Milivojević, calciatore serbo
- 7 aprile - Lorena Miranda, pallanuotista spagnola
- 7 aprile - Andrij Miščenko, calciatore ucraino
- 7 aprile - Pako Seribe, velocista botswano
- 8 aprile - Martina Amidei, velocista italiana
- 8 aprile - Liam Boyce, calciatore nordirlandese
- 8 aprile - Luís Felipe Dias do Nascimento, ex calciatore brasiliano
- 8 aprile - Coralie Frasse Sombet, ex sciatrice alpina francese
- 8 aprile - Melanie Rios, ex attrice pornografica colombiana
- 8 aprile - Magomedrasul Gazimagomedov, lottatore russo
- 8 aprile - Matthew Heimbach, politico statunitense
- 8 aprile - Larry June, rapper statunitense
- 8 aprile - Benjamina Karić, politica bosniaca
- 8 aprile - Dāvis Lejasmeiers, ex cestista lettone
- 8 aprile - Gévero Markiet, calciatore olandese
- 8 aprile - Dexter McDougle, ex giocatore di football americano statunitense
- 8 aprile - Menggenjimisu, atleta paralimpica cinese
- 8 aprile - Romuald Ntsitsigui, calciatore gabonese
- 8 aprile - Filip Ozobić, calciatore croato
- 8 aprile - Alper Potuk, calciatore turco
- 8 aprile - Jorge Pulido, calciatore spagnolo
- 8 aprile - Brennan Rubie, ex sciatore alpino statunitense
- 8 aprile - Sage Stephens, calciatore sudafricano
- 8 aprile - Cameron Stewart, ex calciatore inglese
- 8 aprile - Cameron Deane Stewart, attore statunitense
- 8 aprile - Minami Takahashi, cantante, attrice e personaggio televisivo giapponese
- 8 aprile - Aaron Taylor-Sinclair, calciatore antiguo-barbudano
- 8 aprile - Dej Loaf, rapper statunitense
- 8 aprile - Malte Ziegenhagen, cestista tedesco
- 8 aprile - Ana Carolina da Silva, pallavolista brasiliana
- 9 aprile - Phillip Andersen, ex giocatore di football americano danese
- 9 aprile - Gai Assulin, ex calciatore israeliano
- 9 aprile - Billy Bernard, calciatore lussemburghese
- 9 aprile - Dominic Bird, rugbista a 15 neozelandese
- 9 aprile - Hernesto Caballero, calciatore paraguaiano
- 9 aprile - Brodie Chapman, ciclista su strada australiana
- 9 aprile - Luke Durbridge, ciclista su strada e pistard australiano
- 9 aprile - Ayman Ashraf, calciatore egiziano
- 9 aprile - Michael Falkesgaard, calciatore danese
- 9 aprile - Euripidīs Giakos, calciatore greco
- 9 aprile - Jasmine Hassell, ex cestista statunitense
- 9 aprile - Ryan Kelly, cestista statunitense
- 9 aprile - Mindaugas Kupšas, cestista lituano
- 9 aprile - Axel Pons, pilota motociclistico spagnolo
- 9 aprile - Toni Prostran, cestista e allenatore di pallacanestro croato
- 9 aprile - Marouan Razine, mezzofondista italiano
- 9 aprile - Alexander Ring, calciatore finlandese
- 9 aprile - Darlan Romani, pesista brasiliano
- 9 aprile - Zac Stacy, ex giocatore di football americano statunitense
- 9 aprile - Roman Szymański, cestista polacco
- 9 aprile - Cristian Tarragona, calciatore argentino
- 9 aprile - Tamara Tippler, ex sciatrice alpina austriaca
- 9 aprile - Marine Vacth, modella e attrice francese
- 9 aprile - Liam Williams, rugbista a 15 britannico
- 10 aprile - Mouftaou Adou, ex calciatore beninese
- 10 aprile - Paolo Cesaroni, giocatore di calcio a 5 italiano
- 10 aprile - Tim Coremans, calciatore olandese
- 10 aprile - Clemens Dorner, ex sciatore alpino austriaco
- 10 aprile - Emanuel Insúa, calciatore argentino
- 10 aprile - Jorge Kadú, ex calciatore capoverdiano
- 10 aprile - Dominik Kozma, ex nuotatore ungherese
- 10 aprile - Yves Lampaert, ciclista su strada belga
- 10 aprile - Conor Leslie, attrice statunitense
- 10 aprile - AJ Michalka, attrice e cantante statunitense
- 10 aprile - Stan Okoye, cestista statunitense
- 10 aprile - Eric Pance, hockeista su ghiaccio sloveno
- 10 aprile - Nicola Pasini, calciatore italiano
- 10 aprile - Ronaldo Henrique Silva, calciatore brasiliano
- 10 aprile - Milan Vulić, cestista serbo
- 10 aprile - Royce White, ex cestista statunitense
- 11 aprile - Thiago Alcántara, allenatore di calcio e ex calciatore brasiliano
- 11 aprile - Danilo Almeida Alves, calciatore brasiliano
- 11 aprile - Nane, rapper rumeno
- 11 aprile - Cédric Bakambu, calciatore francese
- 11 aprile - Tadelech Bekele, ex maratoneta etiope
- 11 aprile - Cai Zelin, marciatore cinese
- 11 aprile - Anne-Sophie Frigout, politica francese
- 11 aprile - Andreea Grigore, ginnasta romena
- 11 aprile - Mona Løseth, ex sciatrice alpina norvegese
- 11 aprile - James Magnussen, ex nuotatore australiano
- 11 aprile - Leonardo Morales, calciatore argentino
- 11 aprile - Guglielmo Palazzani, rugbista a 15 italiano
- 11 aprile - Guglielmo Poggi, attore italiano
- 11 aprile - Nile Ranger, calciatore inglese
- 11 aprile - James Roberts, ex nuotatore australiano
- 11 aprile - Tierra Ruffin-Pratt, ex cestista statunitense
- 11 aprile - Telvin Smith, giocatore di football americano statunitense
- 11 aprile - Stefan Thesker, calciatore tedesco
- 12 aprile - Bojan Aleksić, calciatore serbo
- 12 aprile - Felipe Berchesi, rugbista a 15 uruguaiano
- 12 aprile - Fabien Boyer, calciatore francese
- 12 aprile - Lionel Carole, calciatore francese
- 12 aprile - Stefan Cebara, calciatore canadese
- 12 aprile - Jack Cooley, cestista statunitense
- 12 aprile - Marcello Falzerano, calciatore italiano
- 12 aprile - Arles Flores, calciatore venezuelano
- 12 aprile - Jackson Ferreira Silvério, calciatore brasiliano
- 12 aprile - Daisuke Kikuchi, ex calciatore giapponese
- 12 aprile - Torey Krug, hockeista su ghiaccio statunitense
- 12 aprile - Liu Shiwen, tennistavolista cinese
- 12 aprile - Steven Luštica, calciatore australiano
- 12 aprile - Nicolás Miracco, calciatore argentino
- 12 aprile - Ryōta Morioka, ex calciatore giapponese
- 12 aprile - Oliver Norwood, calciatore nordirlandese
- 12 aprile - Magnus Pääjärvi-Svensson, hockeista su ghiaccio svedese
- 12 aprile - Ashley Richards, ex calciatore gallese
- 12 aprile - Francesca Sampietro, ex calciatrice italiana
- 12 aprile - Angelo Schininà, giocatore di calcio a 5 italiano
- 12 aprile - Eldorbek Suyunov, calciatore uzbeko
- 13 aprile - Akeem Adams, calciatore trinidadiano († 2013)
- 13 aprile - Anders Bååth, allenatore di calcio e ex calciatore svedese
- 13 aprile - Ulises Dávila, calciatore messicano
- 13 aprile - Rikke Gasmann-Brott, ex sciatrice alpina norvegese
- 13 aprile - Daniel Ginczek, ex calciatore tedesco
- 13 aprile - Josh Gordon, giocatore di football americano statunitense
- 13 aprile - Romain Hillotte, cestista francese
- 13 aprile - Igor' Kobzar', pallavolista russo
- 13 aprile - Joe Launchbury, rugbista a 15 britannico
- 13 aprile - Givanilton Martins Ferreira, calciatore brasiliano
- 13 aprile - Ali Messaoud, allenatore di calcio e ex calciatore olandese
- 13 aprile - Alexander Meyer, calciatore tedesco
- 13 aprile - Brankica Mihajlović, pallavolista bosniaca
- 13 aprile - Dylan Penn, attrice e modella statunitense
- 13 aprile - Alexandra Riley, ex tennista statunitense
- 13 aprile - Daniil Sobčenko, hockeista su ghiaccio ucraino († 2011)
- 13 aprile - Florian Steinmann, cestista svizzero
- 13 aprile - Dan Twardzik, ex calciatore tedesco
- 13 aprile - Lorenzo Valentini, velocista italiano
- 13 aprile - Cecilio Waterman, calciatore panamense
- 13 aprile - Luis Álvarez, arciere messicano
- 14 aprile - Paola Calliari, attrice, danzatrice e sceneggiatrice italiana
- 14 aprile - Miklós Dudás, canoista ungherese
- 14 aprile - James Frecheville, attore australiano
- 14 aprile - Kim Yong-ji, attrice sudcoreana
- 14 aprile - Moussa Marega, calciatore maliano
- 14 aprile - Martín Montoya, calciatore spagnolo
- 14 aprile - Melisa Aslı Pamuk, attrice e modella olandese
- 14 aprile - Ruždi Ruždi, atleta paralimpico bulgaro
- 14 aprile - Omar Santana, calciatore spagnolo
- 14 aprile - Lucie Smutná, pallavolista ceca
- 14 aprile - Otmar Striedinger, sciatore alpino austriaco
- 14 aprile - Fernando Karanga, calciatore brasiliano
- 15 aprile - Daiki Arioka, cantante e attore giapponese
- 15 aprile - Jason Cadee, cestista australiano
- 15 aprile - Javier Fernández López, ex pattinatore artistico su ghiaccio spagnolo
- 15 aprile - Vinícius Goes Barbosa de Souza, calciatore brasiliano
- 15 aprile - Ristomatti Hakola, fondista finlandese
- 15 aprile - Luca Marziali, pallanuotista italiano
- 15 aprile - Emmanuel Matadi, velocista liberiano
- 15 aprile - Mykyta Nesterenko, discobolo e pesista ucraino
- 15 aprile - Javier Rojas, rugbista a 15 argentino
- 15 aprile - Gbolahan Salami, calciatore nigeriano
- 15 aprile - Kentarō Shigematsu, calciatore giapponese
- 15 aprile - Son Yong-chan, ex calciatore sudcoreano
- 15 aprile - Marco Terrazzino, calciatore tedesco
- 15 aprile - Anastasija Vinnikava, cantante bielorussa
- 15 aprile - Ghostemane, cantante statunitense
- 16 aprile - Bruno Fabiano Alves, calciatore brasiliano
- 16 aprile - Nolan Arenado, giocatore di baseball statunitense
- 16 aprile - Giulia Da Re, calciatrice italiana
- 16 aprile - Ezequiel Gallegos, calciatore argentino
- 16 aprile - Pierre-Antoine Gillet, cestista belga
- 16 aprile - Brian van Goethem, ex ciclista su strada olandese
- 16 aprile - Leena Günther, velocista tedesca
- 16 aprile - Ryan Hollingshead, calciatore statunitense
- 16 aprile - Mick Jenkins, rapper statunitense
- 16 aprile - Kim Kyung-jung, ex calciatore sudcoreano
- 16 aprile - Pierre Kwizera, calciatore burundese
- 16 aprile - Jarkko Lahdenmäki, calciatore finlandese
- 16 aprile - Katie Meili, ex nuotatrice statunitense
- 16 aprile - Yūto Misao, calciatore giapponese
- 16 aprile - Jeremy Morin, hockeista su ghiaccio statunitense
- 16 aprile - Luis Muriel, calciatore colombiano
- 16 aprile - Jorge Ortega, calciatore paraguaiano
- 16 aprile - Nikola Pešaković, cestista serbo
- 16 aprile - Ivan Righini, pattinatore artistico su ghiaccio italiano
- 16 aprile - Giedrius Staniulis, cestista lituano
- 16 aprile - Brad Stuver, calciatore statunitense
- 17 aprile - Mark Birighitti, calciatore australiano
- 17 aprile - Dustin Bomheuer, ex calciatore tedesco
- 17 aprile - Giovanni Bonati, pilota motociclistico italiano
- 17 aprile - Cleanthony Early, cestista statunitense
- 17 aprile - Samira Efendi, cantante azera
- 17 aprile - Robin Gubser, ex calciatore liechtensteinese
- 17 aprile - Constance Jablonski, supermodella francese
- 17 aprile - Jeong Bo-kyeong, judoka sudcoreana
- 17 aprile - Anton Lans, calciatore svedese
- 17 aprile - Maël Lebrun, cestista francese
- 17 aprile - Annie Mazzola, conduttrice radiofonica italiana
- 17 aprile - José Alí Meza, calciatore venezuelano
- 17 aprile - Dzjanis Paljakoŭ, calciatore bielorusso
- 17 aprile - Fabien Paschal, cestista francese
- 17 aprile - Alejandro Peralta, cestista paraguaiano
- 17 aprile - Mathieu Salamand, ex calciatore francese
- 17 aprile - Boubacar Sylla, ex calciatore maliano
- 17 aprile - Víctor Velázquez, calciatore paraguaiano
- 18 aprile - Maikel Chang, calciatore cubano
- 18 aprile - Sandro Ehrat, tennista svizzero
- 18 aprile - Vladimer Khinchegashvili, lottatore georgiano
- 18 aprile - Iury Machado, giocatore di football americano brasiliano
- 18 aprile - Tero Mäntylä, ex calciatore finlandese
- 18 aprile - Saman Nariman Jahan, calciatore iraniano
- 18 aprile - Elia De Pol, giocatore di curling italiano
- 19 aprile - Abassin Alikhil, calciatore afghano
- 19 aprile - Nikola Ašćerić, calciatore serbo
- 19 aprile - Luca Bigi, rugbista a 15 italiano
- 19 aprile - Robin Christen, cestista tedesco
- 19 aprile - Steve Cook, calciatore inglese
- 19 aprile - Stuart Dallas, ex calciatore nordirlandese
- 19 aprile - Taione Kerevanua, calciatore figiano
- 19 aprile - Kim Kuk-young, velocista sudcoreano
- 19 aprile - Androniki Lada, discobola cipriota
- 19 aprile - Viktor Ljung, ex calciatore svedese
- 19 aprile - Karl Løkin, calciatore faroese
- 19 aprile - Cjarėncij Lucėvič, calciatore camerunese
- 19 aprile - Kelly Olynyk, cestista canadese
- 19 aprile - Arild Østbø, calciatore norvegese
- 19 aprile - Nikos Pantidos, calciatore greco
- 19 aprile - Bruno Renan, ex calciatore brasiliano
- 19 aprile - Russ Smith, cestista statunitense
- 20 aprile - Rui Caetano, ex calciatore portoghese
- 20 aprile - Austyn Carta-Samuels, giocatore di football americano statunitense
- 20 aprile - Evgenij Gapon, ex calciatore russo
- 20 aprile - Ruben Holsæter, ex calciatore norvegese
- 20 aprile - Mehdi Jeannin, calciatore algerino
- 20 aprile - Farkhad Kharki, sollevatore kazako
- 20 aprile - Luke Kuechly, ex giocatore di football americano statunitense
- 20 aprile - Stefano Kunčev, ex calciatore bulgaro
- 20 aprile - Karim Laribi, calciatore tunisino
- 20 aprile - Yūki Nogami, calciatore giapponese
- 20 aprile - Giulia Pasqualin, ex cestista italiana
- 20 aprile - Mike Purcell, giocatore di football americano statunitense
- 20 aprile - Marieke Lucas Rijneveld, scrittore e poeta olandese
- 20 aprile - Seif Teka, calciatore tunisino
- 20 aprile - Ann Ward, modella statunitense
- 21 aprile - Andriamirado Andrianarimanana, calciatore malgascio
- 21 aprile - Michael Barrios, calciatore colombiano
- 21 aprile - Ricky Brabec, pilota motociclistico statunitense
- 21 aprile - Max Chilton, pilota automobilistico britannico
- 21 aprile - Karolis Chvedukas, calciatore lituano († 2023)
- 21 aprile - Paulo Costa, artista marziale misto brasiliano
- 21 aprile - Frank Dillane, attore e musicista britannico
- 21 aprile - Antonio Iannuzzi, cestista italiano
- 21 aprile - Christian Klem, ex calciatore austriaco
- 21 aprile - Marcell Nagy, attore ungherese
- 21 aprile - Esben Rashid, giocatore di calcio a 5 e calciatore norvegese
- 21 aprile - Hacı Əliyev, lottatore azero
- 22 aprile - Danilo Anđušić, cestista serbo
- 22 aprile - André Auras, calciatore senegalese
- 22 aprile - Leonie Benesch, attrice tedesca
- 22 aprile - Marlon Brown, giocatore di football americano statunitense
- 22 aprile - Alejandro Chumacero, calciatore boliviano
- 22 aprile - La'Vere Corbin-Ong, calciatore canadese
- 22 aprile - Linnea Dale, cantante norvegese
- 22 aprile - Samir Fazli, calciatore macedone
- 22 aprile - Ryan Harrow, cestista statunitense
- 22 aprile - Joo Hyong-jun, pattinatore di velocità su ghiaccio sudcoreano
- 22 aprile - Ekaterina Kramarenko, ex ginnasta russa
- 22 aprile - Anton Lindfors, snowboarder finlandese
- 22 aprile - Jordi Murphy, rugbista a 15 irlandese
- 22 aprile - Giovan Oniangue, cestista della Repubblica del Congo
- 22 aprile - Anthony Perez, ciclista su strada francese
- 22 aprile - Dar'ja Pisarenko, pallavolista russa
- 22 aprile - Niall Roberts, ex nuotatore guyanese
- 22 aprile - Sōma Saitō, doppiatore e cantante giapponese
- 22 aprile - Ramon Sealy, calciatore britannico
- 22 aprile - Ėduard Suchanov, calciatore russo
- 22 aprile - Samuli Vanttaja, ex cestista finlandese
- 22 aprile - Ahmed Yasin, calciatore iracheno
- 23 aprile - Simge Aköz, pallavolista turca
- 23 aprile - Pele van Anholt, calciatore olandese
- 23 aprile - Britt Baker, wrestler statunitense
- 23 aprile - Nathan Baker, ex calciatore inglese
- 23 aprile - Bernardo Campos, ex calciatore cileno
- 23 aprile - Pedro Camilo Franco, calciatore colombiano
- 23 aprile - Julio José González, calciatore messicano
- 23 aprile - Kyle Juszczyk, giocatore di football americano statunitense
- 23 aprile - Nevin Lawson, giocatore di football americano giamaicano
- 23 aprile - Emma Lennartsson, calciatrice svedese
- 23 aprile - Ambra Lo Faro, attrice e cantante italiana
- 23 aprile - Jean Rondeau, clavicembalista francese
- 23 aprile - Jordan Smith, calciatore costaricano
- 23 aprile - Nemanja Todorović, cestista serbo
- 23 aprile - Marlon Wessel, attore tedesco
- 24 aprile - Sigrid Agren, modella francese
- 24 aprile - El Hedi Belameiri, calciatore algerino
- 24 aprile - Morgan Ciprès, pattinatore artistico su ghiaccio francese
- 24 aprile - Carter Cruise, attrice pornografica statunitense
- 24 aprile - Stijn D'Hulst, pallavolista belga
- 24 aprile - Jesús Gómez, mezzofondista spagnolo
- 24 aprile - Batuhan Karadeniz, ex calciatore turco
- 24 aprile - Karolina Kucharczyk, atleta paralimpica polacca
- 24 aprile - Lee Seul-bi, attrice e modella sudcoreana
- 24 aprile - Saki Mizushima, ex cestista giapponese
- 24 aprile - Mwape Musonda, calciatore zambiano
- 24 aprile - Ryan Richards, cestista britannico
- 24 aprile - Alan Santos, calciatore brasiliano
- 24 aprile - Halidi Selemani, calciatore burundese
- 24 aprile - Joakim Våge Nilsen, calciatore norvegese
- 24 aprile - Giulia Viola, mezzofondista italiana
- 25 aprile - Isaac Correia, calciatore angolano
- 25 aprile - Danilo Lopes Cezario, calciatore brasiliano
- 25 aprile - Stephen Hill, giocatore di football americano statunitense
- 25 aprile - Jung In-sun, attrice sudcoreana
- 25 aprile - Marta Mangiucca, attrice italiana
- 25 aprile - Mbunde Mbali, lottatore guineense
- 25 aprile - Callum McManaman, calciatore inglese
- 25 aprile - Lamar Miller, giocatore di football americano statunitense
- 25 aprile - Roman Potočný, calciatore ceco
- 25 aprile - Jordan Poyer, giocatore di football americano statunitense
- 25 aprile - Dominique Rambo, ex cestista statunitense
- 25 aprile - Adil Rhaili, calciatore marocchino
- 25 aprile - Darwin Ríos, calciatore boliviano
- 25 aprile - Alex Shibutani, danzatore su ghiaccio statunitense
- 25 aprile - Leonardo Valencia, calciatore cileno
- 25 aprile - Daniele Vicorito, attore italiano
- 25 aprile - Michela Zanetti, calciatrice italiana
- 25 aprile - Fernando de Paul, calciatore argentino
- 25 aprile - Vaná, calciatore brasiliano
- 26 aprile - Michael Ambichl, calciatore austriaco
- 26 aprile - Sebastián Anchoverri, calciatore argentino
- 26 aprile - Yves Angani, ex calciatore congolese (Repubblica Democratica del Congo)
- 26 aprile - Nikke Ankara, rapper finlandese
- 26 aprile - Omar Craddock, triplista statunitense
- 26 aprile - Mike Edwards, ex giocatore di football americano statunitense
- 26 aprile - Jørgen Graabak, combinatista nordico norvegese
- 26 aprile - Jeremy Harris, giocatore di football americano statunitense
- 26 aprile - Benjamin Lecomte, calciatore francese
- 26 aprile - Carlos Lizarazo, calciatore colombiano
- 26 aprile - Ignacio Lores Varela, calciatore uruguaiano
- 26 aprile - Wojciech Pszczolarski, pistard e ciclista su strada polacco
- 26 aprile - Manfredi Rizza, canoista italiano
- 26 aprile - Selma Rosun, giavellottista mauriziana
- 26 aprile - Luca Vettori, ex pallavolista italiano
- 27 aprile - Darren Barnet, attore statunitense
- 27 aprile - Alfred Blue, giocatore di football americano statunitense
- 27 aprile - Fabio Conca, tecnico del suono italiano
- 27 aprile - Isaac Cuenca, ex calciatore spagnolo
- 27 aprile - Kurt Frederick, calciatore santaluciano
- 27 aprile - Andrei Gag, pesista e discobolo rumeno
- 27 aprile - Dylan Gissi, calciatore svizzero
- 27 aprile - Niklas Gunnarsson, calciatore norvegese
- 27 aprile - Lara Gut-Behrami, sciatrice alpina svizzera
- 27 aprile - Jay Hardway, disc jockey, musicista e produttore discografico olandese
- 27 aprile - Floriane Hot, maratoneta francese
- 27 aprile - Shino Kunisawa, calciatrice giapponese
- 27 aprile - Marko Lešković, calciatore croato
- 27 aprile - Rossella Olivotto, pallavolista italiana
- 27 aprile - Haidar Raad, calciatore iracheno
- 27 aprile - Antonio Rojano, calciatore argentino
- 27 aprile - Francesco Rossi, calciatore italiano
- 27 aprile - Georgij Ščennikov, ex calciatore russo
- 27 aprile - Dīmītrīs Stamou, calciatore greco
- 27 aprile - Álvaro Vázquez, calciatore spagnolo
- 28 aprile - Aleisha Allen, attrice statunitense
- 28 aprile - Goran Brkić, calciatore serbo
- 28 aprile - Ardian Bujupi, cantante tedesco
- 28 aprile - Fábio Ayres, calciatore brasiliano
- 28 aprile - Ryunosuke Haga, judoka giapponese
- 28 aprile - Vjačeslav Krasil'nikov, giocatore di beach volley russo
- 28 aprile - Cheslie Kryst, modella statunitense († 2022)
- 28 aprile - Mohamed Ali Moncer, calciatore tunisino
- 28 aprile - Raphael Raduzzi, politico italiano
- 28 aprile - Maicol Rastelli, fondista italiano
- 28 aprile - Miguel Sansores, calciatore messicano
- 28 aprile - Katja Schroffenegger, calciatrice italiana
- 28 aprile - Oleksandr Skičko, comico, conduttore televisivo e politico ucraino
- 28 aprile - Laura Vihervä, ginnasta finlandese
- 28 aprile - Christian Watford, ex cestista statunitense
- 28 aprile - Jakob Čebašek, cestista sloveno
- 28 aprile - Daniel Łukasik, ex calciatore polacco
- 29 aprile - Ugonna Anyora, ex calciatore nigeriano
- 29 aprile - Carlos Barbero, ex ciclista su strada spagnolo
- 29 aprile - Javier Calle, calciatore colombiano
- 29 aprile - Tobin Carberry, cestista statunitense
- 29 aprile - Misaki Doi, allenatrice di tennis e ex tennista giapponese
- 29 aprile - Marcus Joseph, calciatore trinidadiano
- 29 aprile - Jung Hye-sung, attrice sudcoreana
- 29 aprile - Haralds Kārlis, ex cestista lettone
- 29 aprile - Kim Hee-jin, pallavolista sudcoreana
- 29 aprile - Afroditī Latinopoulou, avvocata, politica e ex tennista greca
- 29 aprile - Omid Nazari, calciatore iraniano
- 29 aprile - Sabīne Niedola, ex cestista lettone
- 29 aprile - Adam James Smith, calciatore inglese
- 29 aprile - Stelios Vasileiou, calciatore greco
- 30 aprile - Emmi Alanen, calciatrice e ex lottatrice finlandese
- 30 aprile - Danijel Aleksić, calciatore serbo
- 30 aprile - Zac Anderson, ex calciatore australiano
- 30 aprile - David Boysen, ex calciatore danese
- 30 aprile - Mick Dierdorff, ex snowboarder statunitense
- 30 aprile - Dakota Dozier, giocatore di football americano statunitense
- 30 aprile - Filip Hlúpik, calciatore ceco
- 30 aprile - Connor Jaeger, ex nuotatore statunitense
- 30 aprile - Modjieb Jamali, ex calciatore afghano
- 30 aprile - Máté Kiss, calciatore ungherese
- 30 aprile - Chris Kreider, hockeista su ghiaccio statunitense
- 30 aprile - Tom Kristensson, pilota di rally svedese
- 30 aprile - Gramoz Kurtaj, ex calciatore tedesco
- 30 aprile - Aleksej Mil'čakov, mercenario russo
- 30 aprile - Christos Mylordos, cantante cipriota
- 30 aprile - Édgar Méndez, calciatore spagnolo
- 30 aprile - Victor Pálsson, calciatore islandese
- 30 aprile - Brandon Paul, cestista statunitense
- 30 aprile - Lindsay Pearce, cantante e attrice statunitense
- 30 aprile - Laëtitia Philippe, calciatrice francese
- 30 aprile - Juan Pedro Ramírez López, calciatore spagnolo
- 30 aprile - Jeron Robinson, altista statunitense
- 30 aprile - Edward Theuns, ciclista su strada e pistard belga
- 30 aprile - George Țucudean, ex calciatore rumeno
- 30 aprile - Diego Viera, calciatore paraguaiano
- 30 aprile - Travis Scott, rapper, cantautore e produttore discografico statunitense